# 8e groupe de reconnaissance de corps d'armée
Le 8e groupe de reconnaissance de corps d'armée (8e GRCA) est une unité militaire française de la Seconde Guerre mondiale.

## Origine du8eGRCA
Le 8e GRCA a été créé à partir des effectifs du 30e régiment de dragons, au centre mobilisateur de cavalerie no 26 d'Épernay.
De type normal, le 8e GRCA est rattaché au 6e corps d'armée.

## Organisation
- État-major et peloton de commandement
  - Commandant du 8e GRCA : colonel Perrey puis lieutenant-colonel Amoureux,
  - Adjoint du commandant : capitaine de Merville
- Escadron hors rang (EHR) est à la charge du capitaine de Bouillé,
- Groupe d’escadrons hippomobiles : chef d'escadrons de Bouillé
  - 1er escadron : capitaine Pecqueur
  - 2e escadron : capitaine Colomb
- Groupe d'escadrons motorisés : chef d'escadrons de Gauléjac
  - 3e escadron moto : capitaine Verots
  - 4e escadron mitrailleuses et canons de 25 : capitaine Dargelas

## Historique
Pendant la drôle de guerre, le GRCA est en couverture dans la région de Sierck-les-Bains puis rejoint les avant-postes de la ligne Maginot à Boulay-Moselle et Falck d'octobre à novembre. De décembre 1939 à avril 1940, le GRCA reste en arrière de la ligne de front puis repasse le 1er avril 1940 aux avant-postes à Falck jusqu'à juin 1940.
Le 10 juin 1940, à la suite de l'avancée allemande en France, le 8e GRCA se replie dans les Vosges où il est capturé.